# William Somerset Maugham
William Somerset Maugham (pronounced /ˈmɔːm/ mawm), (25.1.1874 – 16.12.1965) là nhà văn, kịch tác gia người Anh. Ông là một trong những nhà văn nổi tiếng, được ưa chuộng nhất trong thời đại của mình, và là tác giả được trả tiền nhuận bút cao nhất trong thập niên 1930.

## Tiểu sử
Cha của Maugham là luật sư "Robert Ormond Maugham", phụ trách các vấn đề pháp lý của Đại sứ quán Anh tại Paris, Pháp. Vì luật của Pháp quy định mọi trẻ em sinh trên đất Pháp đều phải đăng ký thi hành nghĩa vụ quân sự, nên cha ông thu xếp cho ông được sinh ra trong Đại sứ quán Anh, về kỹ thuật là thuộc đất Anh. Ông nội của Maugham cũng là một luật sư trứ danh và là người đồng sáng lập English Law Society (Hội luật pháp Anh). vì thế việc anh em Maugham nối gót theo bước chân của ông nội và cha được cho là điều tất nhiên. Người anh của William là tử tước Maugham có sự nghiệp luật pháp xuất sắc và làm Lord Chancellor các năm 1938 và 1939.
Mẹ của ông là bà Edith Mary (nhũ danh Snell) bị bệnh lao, bà sinh William nhiều năm sau khi sinh 3 người con đầu. Khi William lên 3 tuổi thì các người anh của ông đều đã vào học trong trường nội trú; còn ông là con ít tuổi, được nuôi dạy như là cậu con một.
Người con trai thứ 6 và là con út của bà Edith chết ngày 25.1.1882, một ngày sau khi được sinh ra, đúng vào ngày kỷ niệm sinh nhật thứ 8 của Maugham. Bà Edith chết vì bệnh lao sau đó 6 ngày tức là ngày 31.1.1882 ở tuổi 41. Cái chết sớm của người mẹ khiến cho Maugham bị chấn thương tâm thần; ông đã giữ tấm hình mẹ bên mình suốt cuộc đời còn lại. Hai năm sau cái chết của bà Edith, thì cha của Maugham cũng qua đời vì bệnh ung thư.
Maugham được đưa trở về Anh cho người chú là "Henry MacDonald Maugham" - một mục sư coi xứ đạo Whitstable ở Kent - trông nom. Việc di chuyển này đã làm hại cậu bé, vì người chú Henry Maugham tỏ ra lạnh lùng và độc ác về tình cảm. Cậu bé theo học ở The King's School, Canterbury, cũng là một khó khăn cho cậu. Cậu đã bị trêu chọc vì kém tiếng Anh (tiếng Pháp là ngôn ngữ thứ nhất của cậu) và tầm vóc thấp, mà cậu thừa hưởng từ cha mình. Maugham bắt đầu mắc tật nói lắp, kéo dài suốt đời, dù rằng chỉ thỉnh thoảng và tùy theo tâm trạng hay hoàn cảnh.
Bị khốn khổ ở nhà của chú của mình và ở trường, chàng trai Maugham bắt đầu phát triển một cái tài khéo đưa ra những nhận xét gây tổn thương cho những người mà cậu không ưa. Cái tài này đôi khi được phản ánh trong các nhân vật văn học của Maugham. Khi lên 16 tuổi, Maugham không chịu tiếp tục học ở trường King’s School nữa, chú của ông cho phép ông sang Đức để học tiếng Đức, văn học và triết học tại Đại học Heidelberg. Trong những năm ở Heidelberg, Maugham đã gặp và có mối quan hệ tình dục với John Ellingham Brooks, một người Anh lớn hơn ông 10 tuổi. Ông cũng viết quyển sách đầu tiên của mình ở Heidelberg, quyển tiểu sử nhà soạn nhạc opera Giacomo Meyerbeer.
Khi trở về Anh, người chú đã tìm cho Maugham một việc làm trong phòng kế toán, nhưng sau 1 tháng, ông đã bỏ việc và trở về Whitstable. Người chú của ông tìm kiếm một nghề mới cho ông. Người cha và 3 người bác của Maugham đều là luật sư danh tiếng, nhưng Maugham yêu cầu được miễn đi theo bước chân của họ. Ông cũng từ chối việc làm trong giáo hội Anh giáo, vì một giáo sĩ nói lắp thì sẽ biến gia đình thành trò cười cho thiên hạ. Người chú của ông thì không chịu cho ông làm việc trong ngành dân chính, chẳng phải vì tình cảm hay sự quan tâm của chàng trai trẻ, mà vì ông cho rằng ngành dân chính đã không còn là nghề nghiệp cho một nhà quý phái; một luật mới đòi những người xin việc phải qua một kỳ thi nhập ngạch. Vị bác sĩ địa phương đề nghị nghề y khoa và người chú của Maugham đồng ý. Maugham đã viết đều đặn kể từ khi 15 tuổi và nhiệt thành mong ước trở thành một nhà văn, nhưng vì chưa tới tuổi thành niên, nên ông tự kiềm chế không nói với người giám hộ (=chú) của mình. Trong 5 năm sau đó, ông học ngành y học tại Bệnh viện thánh Thomas ở Lambeth, London.

## Sự nghiệp

### Những tác phẩm ban đầu

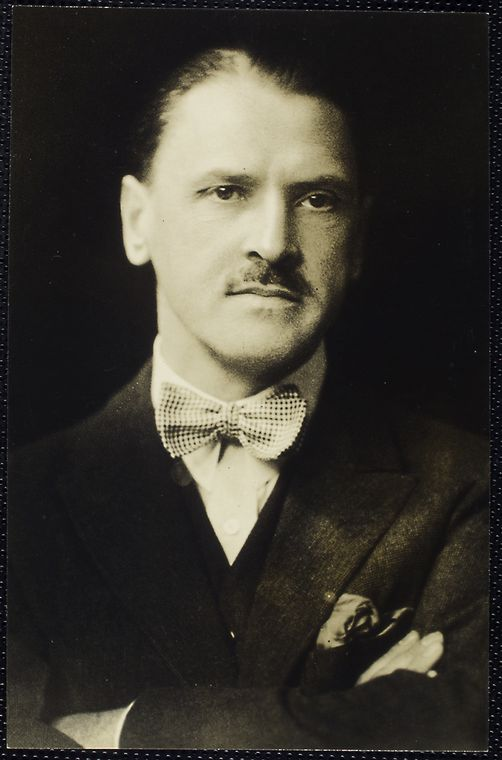
W. Somerset Maugham.

Một số nhà phê bình cho rằng những năm Maugham học ngành Y là một sự bế tắc sáng tạo, nhưng Maugham lại cảm thấy ngược lại. Ông sống trong thành phố lớn London, gặp các người thuộc tầng lớp thấp mà ông không gặp ở những nơi khác, và quan sát họ vào lúc họ lo âu cao độ cùng ý nghĩa trong cuộc sống của họ. Khi đã trưởng thành chín chắn, ông nhớ lại giá trị kinh nghiệm của mình khi còn là sinh viên y khoa: "Tôi đã thấy người ta chết như thế nào. Tôi đã thấy họ mang nỗi đau đớn ra sao. Tôi đã thấy hy vọng, sự sợ hãi và sự giảm bớt lo âu trông giống như cái gì...."
Maugham có thuê một phòng riêng, thích trang trí trong phòng, ghi chép các ý tưởng văn học vào nhiều sổ tay, và tiếp tục viết hàng đêm cùng với việc học y khoa của mình. Năm 1897 ông giới thiệu tác phẩm thứ nhì của mình, quyển  Liza of Lambeth, một truyện về việc ngoại tình của giai cấp công nhân và hậu quả của nó. Chuyện này lấy những chi tiết từ kinh nghiệm của ông khi là sinh viên y khoa làm việc hộ sản ở Lambeth, một khu ổ chuột của London.
Tiểu thuyết này thuộc trường phái hiện thực xã hội của các nhà văn khu ổ chuột như George Gissing và Arthur Morrison. Maugham đã viết thẳng thắn ngay gần phần mở đầu: "... Không thể luôn luôn đưa ra những lời lẽ nguyên vẹn chính xác của Liza và những nhân vật khác trong truyện; vì thế, khẩn khoản xin người đọc - bằng ý nghĩ của mình – hãy ghép nối lại các câu không hoàn chỉnh cần thiết trong đối thoại."
Quyển Liza of Lambeth đã được cả các nhà phê bình lẫn công chúng yêu thích, và ấn bản đầu đã bán hết trong khoảng vài tuần lễ. Thành công này đã thuyết phục Maugham – lúc đó đã đậu bằng bác sĩ y khoa - bỏ nghề thầy thuốc, bước vào sự nghiệp nhà văn trong suốt 65 năm. Về việc bước vào nghề viết lách, sau này ông nói rằng: "Tôi bước vào đó như con vịt lao xuống nước"
Cuộc sống của nhà văn đã cho phép Maugham đi đây đi đó và sống ở những nơi như Tây Ban Nha và Capri trong suốt thập kỷ sau, tuy nhiên 10 tác phẩm tiếp theo của ông không thể sánh với sự thành công của quyển Liza of Lambeth. Điều này đã thay đổi đáng kể vào năm 1907 với thành công kỳ lạ của vở kịch "Lady Frederick" của ông. Trong năm sau, ông đã có 4 vở kịch được trình diễn cùng một lúc ở London, và tạp chí Punch đã đăng một tranh hoạt họa Shakespeare cắn móng tay vì lo lắng khi ông ta nhìn vào các bảng quảng cáo kịch của Maugham.
Quyển tiểu thuyết kinh dị siêu tự nhiên của Maugham mang tên The Magician (1907) mà nhân vật chính dựa trên nhân vật Aleister Crowley, một người nổi tiếng và hơi tai tiếng. Crowley đã phạm một vài lỗi trong xử lý vai chính, Oliver Haddo (biệt hiệu của Aleister Crowley). Cảm thấy hơi bị phỉ báng, Crowley đã viết bài chỉ trích gay gắt quyển tiểu thuyết và cáo buộc Maugham tội đạo văn trong một bài phê bình được đăng trong tạp chí Vanity Fair. Tuy nhiên, tiếng tăm của Maugham đã không bị tổn thương vì lời chỉ trích trên.

### Chiến tranh thế giới thứ nhất
Khi Chiến tranh thế giới thứ nhất nổ ra, ông không phải nhập ngũ vì đã quá tuổi quy định, ông tình nguyện làm tài xế lái xe cứu thương cho hội Chữ Thập đỏ của Anh ở Pháp, cùng với 23 nhà văn nổi tiếng khác, trong đó có các nhà văn Mỹ John Dos Passos và E. E. Cummings. Trong thời gian này, ông gặp Frederick Gerald Haxton, một chàng trai người San Francisco, người đã trở thành bạn và người yêu của ông cho tới khi Haxton chết năm 1944. Maugham vẫn tiếp tục viết suốt thời gian này. Ông đọc và sửa bản in thử quyển Of Human Bondage ở một nơi gần Dunkirk trong thời gian ít phải lái xe cứu thương. Maugham cũng làm việc cho Cơ quan Tình báo Anh trên lục địa châu Âu trong thời chiến, do John Wallinger tuyển mộ; ông là một nhân viên trong mạng gián điệp Anh hoạt động ở Thụy Sĩ chống lại Berlin Committee (ủy ban Berlin), đặc biệt là Virendranath Chattopadhyay. Sau này Maugham cũng được William Wiseman tuyển mộ để làm việc ở Nga.

### Thành công 1914–1939

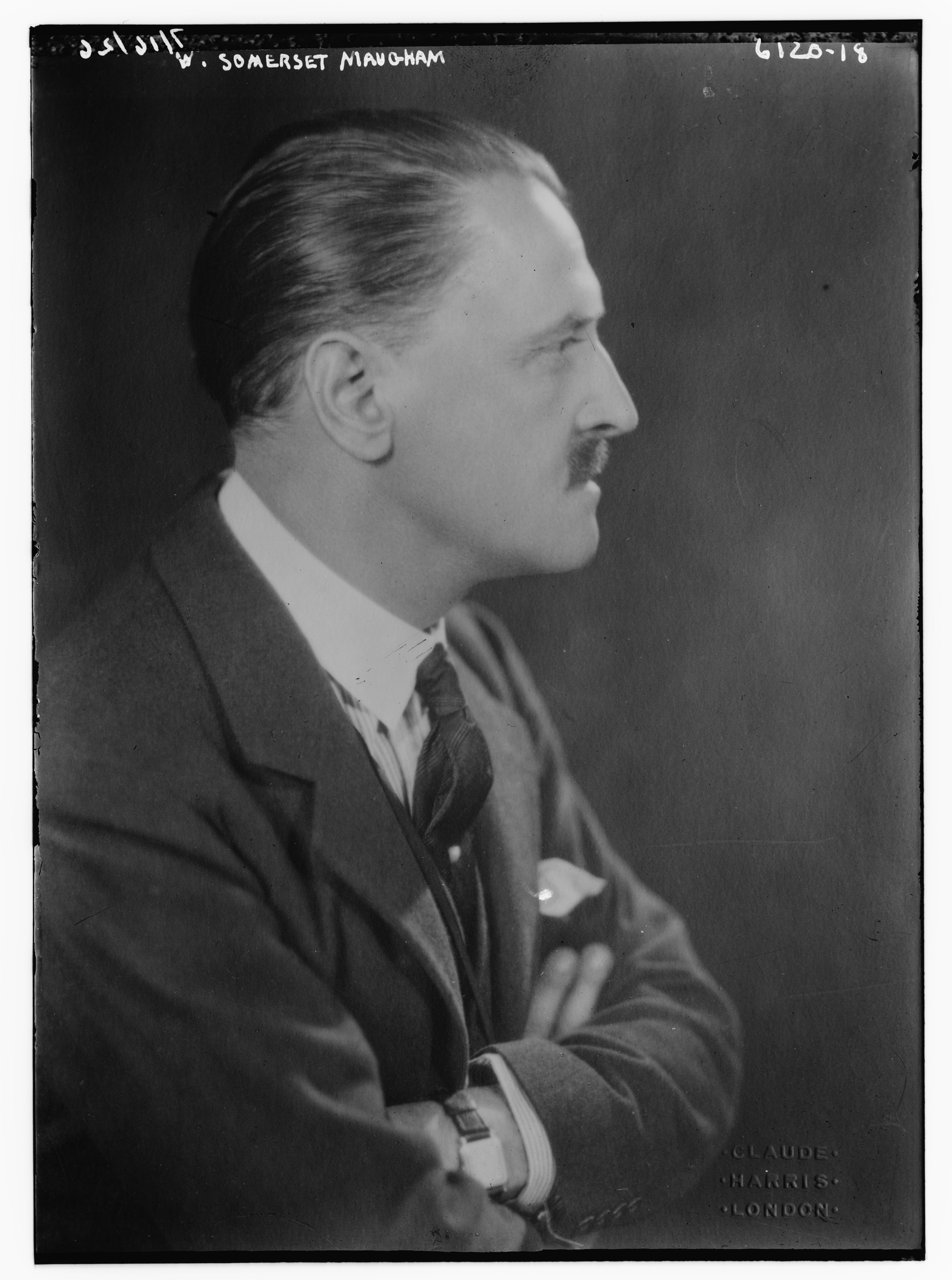
Maugham lúc đầu sự nghiệp.

Năm 1914 Maugham đã nổi tiếng, với 10 vở kịch được soạn và 10 quyển tiểu thuyết được xuất bản. Quyển Of Human Bondage (1915) ban đầu đã bị chỉ trích ở cả Anh và Hoa Kỳ, tờ New York World mô tả nỗi ám ảnh lãng mạn của nhân vật chính Philip Carey là "sự nô lệ tình cảm của một kẻ xuẩn ngốc khốn khổ". Tiểu thuyết gia kiêm nhà phê bình có ảnh hưởng Theodore Dreiser đã cứu cuốn tiểu thuyết này, đề cập đến nó như là một tác phẩm của thiên tài và so sánh nó với một bản nhạc giao hưởng của Beethoven. Bài phê bình của ông đã nâng đỡ cuốn sách và từ đó nó đã không bao giờ không còn bán ở nhà xuất bản.
Sách này tỏ ra gần giống như một quyển tự truyện: tật nói lắp của Maugham được biến thành bàn chân vẹo của Philip Carey, mục sư của giáo xứ Whitstable trở thành mục sư của giáo xứ Blackstable, và Philip Carey là một bác sĩ. Maugham đã khăng khăng cho rằng (các nhân vật) được bịa ra nhiều hơn là thực tế. Các mối quan hệ chặt chẽ giữa hư cấu và không-hư cấu đã trở thành nét đặc trưng của Maugham, mặc dù có các đòi hỏi pháp lý để cho rằng "các nhân vật trong [ấn phẩm này hoặc ấn phẩm kia] là hoàn toàn tưởng tượng". Năm 1938, ông đã viết: "Sự thật và hư cấu được xen kẽ trong tác phẩm của tôi mà bây giờ, nhìn lại nó, tôi khó có thể phân biệt cái này với cái kia".
Năm 1916, Maugham du hành tới Thái Bình Dương để tìm tài liệu viết quyển tiểu thuyết The Moon and Sixpence, dựa trên cuộc đời của họa sĩ Paul Gauguin. Đây là cuộc du hành đầu tiên trong những cuộc hành trình xuyên qua thế giới đế quốc cuối cùng của thập niên 1920 và 1930, đã tạo cho Maugham trí tưởng tượng phổ cập như người chép sử biên niên về những ngày cuối cùng của chủ nghĩa thực dân ở Ấn Độ, Đông Nam Á, Trung Quốc và khu vực Thái Bình Dương, mặc dù cuốn sách tạo ra danh tiếng này chỉ là một phần nhỏ sản phẩm của ông. Trong chuyến đi này và tất cả hành trình tiếp theo, ông đều đi chung với Haxton, người mà ông coi là không thể thiếu cho sự thành công của mình như là một nhà văn. Bản tính Maugham rất nhút nhát e thẹn, còn Haxton có tính hướng ngoại, tiếp xúc thu thập được chất liệu của con người mà Maugham đều đặn đưa vào tiểu thuyết hư cấu.

### Công tác tình báo
Maugham từ đơn vị xe cứu thương ở Pháp trở lại Anh để quảng cáo bán quyển Of Human Bondage. Khi hoàn tất việc đó, ông háo hức hỗ trợ nỗ lực chiến tranh một lần nữa. Do ông đã không thể trở về đơn vị xe cứu thương của mình, nên vợ ông - Syrie - thu xếp giới thiệu ông với một sĩ quan tình báo cấp cao, chỉ được biết tên là "R.". Tháng 9 năm 1915, Maugham đã bắt đầu làm việc tại Thụy Sĩ, bí mật thu thập và gửi đi các tin tức tình báo dưới vỏ bọc của chính mình - tức một nhà văn.
Tháng 6 năm 1917, ông được Sir William Wiseman, một sĩ quan của Secret Intelligence Service (Cơ quan tình báo bí mật) của Anh (sau này gọi là MI6), yêu cầu đảm nhận một nhiệm vụ đặc biệt ở Nga nhằm giữ cho Chính phủ lâm thời của Nga đứng vững và lôi kéo Nga tham gia chiến tranh bằng cách chống lại tuyên truyền hòa bình của Đức. Hai tháng rưỡi sau thì những người Bolshevik nắm chính quyền ở Nga. Nhiệm vụ này dường như luôn luôn là bất khả thi, nhưng Maugham sau đó tuyên bố rằng nếu ông được trao nhiệm vụ này 6 tháng trước thì ông có thể đã thành công. Trầm lặng và quan sát, Maugham đã có một đức tính tốt cho công việc tình báo; ông tin rằng mình đã thừa hưởng từ người cha luật sư một món quà về năng lực phán đoán lạnh lùng và khả năng không bị lầm lạc bởi vẻ bề ngoài dễ dãi.
Không bao giờ bỏ lỡ cơ hội để biến cuộc sống thực sự thành một câu chuyện, Maugham biến kinh nghiệm làm gián điệp của mình thành một tuyển tập các truyện ngắn về một điệp viên lịch thiệp, tế nhị, lãnh đạm, Ashenden, một tập sách đã ảnh hưởng đến loạt phim James Bond của Ian Fleming. Năm 1922, Maugham đề tặng cho Syrie quyển On A Chinese Screen, một quyển gồm 58 bản phác thảo truyện cực ngắn thu thập được trong các chuyến du hành năm 1920 xuyên qua Trung Quốc và Hồng Kông, với ý định sau này chuyển những bản phác thảo đó thành một cuốn sách.
Soạn thành kịch từ một truyện xuất hiện đầu tiên trong tuyển tập The Casuarina Tree xuất bản năm 1924 của ông, vở kịch The Letter của Maugham, do Gladys Cooper đóng vai chính đã có suất diễn ra mắt ở London năm 1927. Sau đó, ông đã yêu cầu Katharine Cornell diễn vai chính trong phiên bản kịch ở Broadway năm 1927. Vở kịch này sau đó được chuyển thể thành phim The Letter năm 1929 rồi lại thành phim The Letter năm 1940 nữa. Sau này Cornell đã đóng vai chính trong vở hài kịch The Constant Wife của ông năm 1951, và là một thành công rất lớn.

## Cư ngụ ở Pháp
Năm 1928, Maugham mua "Villa Mauresque" có diện tích 12 mẫu Anh (49.000 m2) ở Cap Ferrat thuộc vùng Riviera của Pháp, để cư ngụ hầu như gần hết quãng đời còn lại, và là một trong những salon văn học và xã hội lớn nhất trong các thập niên 1920 và 1930.
Các tác phẩm của ông vẫn tiếp tục trở nên kỳ diệu, trong đó có các vở kịch, truyện ngắn, tiểu thuyết, tiểu luận và các sách du lịch. Năm 1940, khi sự sụp đổ của nước Pháp buộc Maugham phải rời khỏi vùng Rivier của Pháp làm một người tỵ nạn giàu có, ông đã là một trong các nhà văn nổi tiếng nhất và giàu có trong thế giới nói tiếng Anh.
Tài năng về kịch của Maugham đã được chứng minh trong việc kể lại huyền thoại An Appointment in Samarra năm 1933, trong đó Thần Chết vừa là người kể chuyện vừa là nhân vật trung tâm. Việc kể lại chuyện của Maugham sau này đã được John O'Hara cho rằng là một nguồn cảm hứng sáng tạo cho quyển tiểu thuyết Appointment in Samarra của mình.

## Tuổi già
Thời Chiến tranh thế giới thứ hai, Maugham đang ở lớp tuổi 60, đã cư ngụ phần lớn thời gian ở Hoa Kỳ, lúc đầu ở Hollywood (ông viết nhiều kịch bản, và là một trong số tác giả đầu tiên kiếm được nhiều tiền từ việc chuyển thể (kịch bản) thành phim), sau đó ở miền Nam. Khi sống ở Hoa Kỳ, ông được chính phủ Anh yêu cầu làm các buổi nói truyện yêu nước để Hoa Kỳ giúp đỡ Anh, nếu không cần thiết phải làm một đồng minh chiến đấu.
Gerald Haxton qua đời năm 1944, và Maugham trở về Anh, rồi năm 1946 sang sống ở ngôi biệt thự ở Pháp cho tới chết, ngoài trừ những chuyến du lịch dài thường xuyên.
Khoảng trống do cái chết của Haxton năm 1944 để lại đã được "Alan Searle" bù đắp. Maugham gặp Searle lần đầu vào năm 1928. Searle là một chàng trai trẻ xuất thân từ khu ổ chuột Bermondsey của London và anh đã được những người đàn ông lớn tuổi ưa thích. Anh đã chứng tỏ là tận tụy nếu không nói là một người bạn đồng hành kích thích. Thật vậy, một trong những người bạn của Maugham, mô tả sự khác biệt giữa Haxton và Searle đã nói đơn giản là: "Gerald là rượu vang ngon chính vụ, còn Alan là rượu vang thông thường".
Cuộc đời tình ái của Maugham hầu như không bao giờ trơn tru dễ dàng. Ông đã từng thú nhận: "Tôi đã thường yêu những người ít quan tâm hoặc không quan tâm gì tới tôi và khi người ta đã yêu tôi, thì tôi lại ngượng ngùng bối rối... Để không làm tổn thương tình cảm của họ, tôi thường giả vờ say mê mà tôi không hề cảm xúc".

## Gia đình
Mặc dù quan hệ tình dục đầu tiên và nhiều quan hệ tình dục khác của Maugham là với người nam, ông cũng có các quan hệ tình dục với nhiều phụ nữ. Chuyện dan díu yêu đương của ông với Syrie Wellcome – con gái của người sáng lập các nhà nuôi trẻ mồ côi Thomas John Barnardo đồng thời là vợ của ông trùm ngành dược phẩm người Anh sinh ở Mỹ Henry Wellcome – đã mang lại một cô con gái tên là Liza (tên khai sinh Mary Elizabeth Wellcome, 1915–1998). Henry Wellcome đã kiện vợ ra tòa xin ly dị, ghi tên Maugham là người thông dâm. Tháng 5 năm 1917, sau khi có án tòa, Syrie và Maugham đã kết hôn với nhau. Syrie trở thành nhà trang trí nội thất nổi tiếng trong thập niên 1920 với các phòng toàn màu trắng được ưa chuộng.
Syrie và Maugham ly dị năm 1927–1928 sau một cuộc hôn nhân đầy bão tố, rắc rối bởi những chuyến đi nước ngoài thường xuyên của Maugham và căng thẳng bởi mối quan hệ của ông với Haxton.
Năm 1962 ông bán một bộ sưu tập tranh, trong đó có vài bức đã được chia cho người con gái Liza bằng chứng thư. Cô đã kiện cha cô và được một phán quyết cho hưởng khoản bồi thường 230.000 bảng Anh. Maugham phản ứng bằng cách công khai từ cô và tuyên bố cô không phải là con gái ruột của mình, đồng thời nhận nuôi Searle làm con trai và người thừa kế của mình; và tung ra một cuộc tấn công cay đắng vào Syrie đã qua đời trong tập hồi ký 1982, Looking Back, trong đó Liza phát hiện ra cô đã được sinh ra trước khi cha mẹ kết hôn. Cuốn hồi ký này làm ông bị mất một số bạn bè và khiến ông bị công chúng nhạo báng nhiều. Liza và người chồng, Lord Glendevon, đã kiện chống lại sự thay đổi trong di chúc của Maugham tại các tòa án Pháp, và điều thay đổi trên đã bị bãi bỏ.
Tuy nhiên, vào năm 1965 Searle vẫn được thừa kế 50.000 bảng Anh, các đồ đạc của Villa Mauresque, các bản thảo của Maugham cùng bản quyền trong 30 năm. Sau đó, bản quyền được chuyển cho Royal Literary Fund (Quỹ văn học hoàng gia).
Liza tức Lady Glendevon, qua đời năm 1998 ở tuổi 83, để lại 4 người con (1 con trai và một con gái với đời chồng trước là Vincent Paravicini, và 2 người con trai với Lord Glendevon). Một người trong thế hệ sau là một người thông thái tự kỷ (autistic savant) và thần đồng âm nhạc Derek Paravicini.

## Thành tựu
Thành công về thương mại với doanh số bán sách cao, các sản phẩm kịch thành công và một chuỗi các bản chuyển thể thành phim, được hỗ trợ bởi sự đầu tư thị trường chứng khoán sắc sảo, đã đem lại cho Maugham một cuộc sống rất thoải mái. Vóc người nhỏ và yếu như một cậu bé, do đó Maugham đã tự hào về sức chịu đựng của mình, và như một người lớn, ông tiếp tục tung ra những cuốn sách, tự hào về cái mình có thể thực hiện được. Tuy nhiên, mặc dù có các thắng lợi, ông chưa bao giờ thu hút được sự tôn trọng cao nhất từ các nhà phê bình hoặc đồng nghiệp ngang hàng. Maugham tự cho điều này là do ông thiếu "phẩm chất trữ tình", vốn liếng từ vựng ít và việc thất bại trong sử dụng thành thạo phép ẩn dụ trong tác phẩm của mình. Năm 1934, nhà báo truyền thanh kiêm bình luận gia người Mỹ Alexander Woollcott đã hiến cho Maugham chút lời khuyên ngôn ngữ này: "Phái nữ ngụ ý ", và từ đó nam giới "suy luận ra". Maugham trả lời: "Tôi chưa phải là quá già để học hỏi".

## Các tác phẩm đáng chú ý
Đa số nhà phê bình và độc giả đều cho rằng kiệt tác của Maugham là quyển Of Human Bondage, một cuốn tiểu thuyết bán-tự truyện về cuộc đời của nhân vật chính Philip Carey, người cũng bị mồ côi như Maugham, và được người chú ngoan đạo nuôi cho lớn lên. Bàn chân vẹo của Philip lúc nào cũng gây ra cho anh ta sự tự ý thức về bản thân mình và sự ngượng ngùng bối rối, phản ánh lại việc Maugham đấu tranh với tật nói lắp và tình trạng đồng tính luyến ái của mình, như người viết tiểu sử của ông Ted Morgan ghi nhận.
Các tiểu thuyết sau này của ông dựa trên những nhân vật lịch sử: quyển The Moon and Sixpence tiểu thuyết hóa cuộc đời của họa sĩ Paul Gauguin; và quyển Cakes and Ale gồm những mô tả đặc tính của các tác giả Thomas Hardy và Hugh Walpole được che đậy cách sơ sài. Quyển tiểu thuyết lớn cuối cùng của Maugham, The Razor's Edge, xuất bản năm 1944, là một sự khởi đầu của ông theo nhiều cách. Trong khi phần lớn của cuốn tiểu thuyết diễn ra ở châu Âu, thì các nhân vật chính của nó là người Mỹ, không phải người Anh. Nhân vật chính là một cựu chiến binh bị vỡ mộng bởi cuộc Chiến tranh thế giới thứ nhất, đã bỏ rơi các bạn giàu có và lối sống của mình, đi du lịch đến Ấn Độ tìm sự giác ngộ. Các chủ đề thần bí phương Đông và sự chán chiến tranh đã đánh trúng tâm lý các độc giả khi "Chiến tranh thế giới thứ hai" đã tàn dần. Tiểu thuyết này đã nhanh chóng được chuyển thể thành một bộ phim.
Trong số các truyện ngắn của ông, một vài truyện đáng nhớ nhất là những truyện về những cuộc sống phương Tây, phần lớn của người Anh, những tên thực dân ở Viễn Đông. Một số tác phẩm của ông trong thể loại này gồm có "Rain", "Footprints in the Jungle", và "The Outstation". Riêng "Rain", đã được chuyển thể thành kịch và một số phim. Maugham nói rằng nhiều truyện ngắn của ông được gợi ý từ các câu chuyện mà ông được nghe trong các chuyến du hành ở các nước thuộc địa của đế quốc Anh. Jane Lane (bút hiệu của Elaine Kidner Dakers), một nhà văn chống Maugham đương thời, đã theo bước chân ông và viết một tập ghi những chuyến đi của ông gọi là Gin And Bitters.
Maugham cũng là một trong những nhà văn viết sách du lịch nổi tiếng nhất, có thể so sánh với các người đương thời như Evelyn Waugh và Freya Stark. Quyển hay nhất của ông là The Gentleman in the Parlour, viết về chuyến đi suốt Miến Điện (nay là Myanmar), Xiêm (nay là Thái Lan), Campuchia, Việt Nam, và quyển On a Chinese Screen.
Bị ảnh hưởng bởi các nhật ký đã xuất bản của nhà văn Pháp Jules Renard, Maugham cũng xuất bản tuyển tập nhật ký của mình dưới tên A Writer's Notebook năm 1949.

## Từ trần
Maugham qua đời ngày 16.12.1965 ở Nice, Pháp. Maugham không có mộ phần. Khi chết, tro hài cốt của ông được rải ở gần Thư viện Maugham, The King's School, Canterbury. Khi qua đời, Maugham tặng các bản quyền tác phẩm của mình cho Royal Literary Fund (Quỹ văn học hoàng gia).

## Di sản
Năm 1947, Maugham lập ra Giải Somerset Maugham, dành cho nhà văn Anh xuất sắc nhất hoặc những nhà văn trẻ dưới 35 tuổi có tác phẩm hư cấu xuất bản trong năm trước. Những nhà văn nổi tiếng đoạt giải này trong đó có V. S. Naipaul, Kingsley Amis, Martin Amis và Thom Gunn.

## Ảnh hưởng
Các nhà văn khác cũng công nhận tài năng của ông. Anthony Burgess, người đã mô tả chân dung hư cấu của Maugham trong tiểu thuyết Earthly Powers, đã ca ngợi ảnh hưởng của ông. George Orwell nói rằng Maugham là "nhà văn hiện đại mà tôi chịu ảnh hưởng rất nhiều".

## Các tranh chân dung Maugham

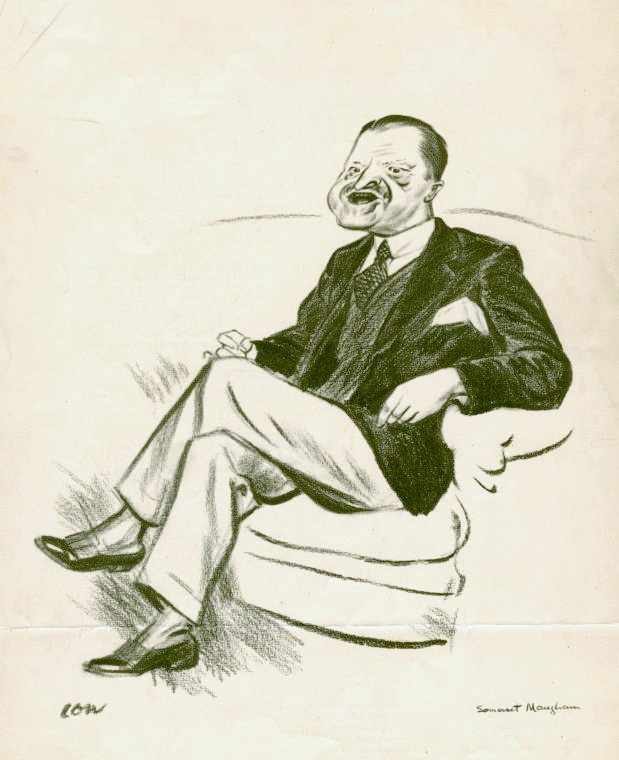
Maugham là đề tài của tranh biếm họa này.

Nhiều bức tranh chân dung của Somerset Maugham đã được vẽ, trong đó có bức của họa sĩ Graham Sutherland trưng bày trong Tate Gallery, và nhiều bức của Sir Gerald Kelly. Bức tranh chân dung Maugham của Sutherland được đưa vào cuộc triển lãm Painting the Century 101 Portrait Masterpieces 1900-2000 ở National Portrait Gallery (Phòng trưng bày tranh chân dung quốc gia ở London).

## Các tác phẩm

### Tiểu thuyết
- Liza of Lambeth (1897)
- The Making of a Saint (1898)
- The Hero (1901)
- Mrs Craddock (1902)
- The Merry-go-round (1904)
- The Bishop's Apron (1906)
- The Explorer (1908)
- The Magician (1908)
- Of Human Bondage (Kiếp người) (1915)
- The Moon and Sixpence (1919)
- The Painted Veil (1925)
- Cakes and Ale: or, the Skeleton in the Cupboard (1930)
- The Narrow Corner (1932)
- Theatre (1937)
- Christmas Holiday (1939)
- Up at the Villa (1941)
- The Hour Before Dawn (1942)
- The Razor's Edge (1944)
- Then and Now (1946)
- Catalina (1948)

### Tập hợp truyện ngắn
123 truyện ngắn của Maugham được tập hợp lại trong các tuyển tập dưới đây:
- Orientations (1899)
- The Trembling of a Leaf (1921)
- The Casuarina Tree (1926)
- Ashenden: Or the British Agent (1928)
- First Person Singular (1931)
- Ah King (1933)
- Cosmopolitans - Very Short Stories (1936)
- The Mixture As Before (1940)
- Creatures of Circumstance (1947)

### Sách du lịch
- The Land of the Blessed Virgin: Sketches and Impressions in Andalusia' (1905)
- On A Chinese Screen (1922)
- The Gentleman in the Parlour: A Record of a Journey From Rangoon to Haiphong (1930)

### Tiểu luận, Hồi ký, Tạp văn
- Don Fernando (1935)
- The Summing Up ([[1938 in literature|1938
- France At War (1940)
- Books and You (1940)
- Strictly Personal (1941)
- Great Novelists and Their Novels (1948)
- A Writer’s Notebook (1949)
- The Vagrant Mood (1952)
- Ten Novels and Their Authors (1954)
- Points of View (1958)

### Kịch
- A Man of Honour (1903)
- Lady Frederick (1912) NB Written but not published in 1903, first produced as a play in 1907
- Jack Straw (1912) NB Written but not published in 1907, first produced as a play in 1908
- Mrs Dot (1912) NB Written but not published in 1904, first produced as a play in 1908
- Penelope (1912) NB Written but not published in 1908, first produced as a play in 1909
- The Explorer (1912) NB Written but not published in 1899, first produced as a play in 1908
- The Tenth Man (1913) NB Written but not published in 1909, first produced as a play in 1910
- Landed Gentry (1913) NB Written but not published in 1910, first produced as a play in 1910
- Smith (1913) NB Written but not published in 1909, first produced as a play in 1909
- The Land of Promise (1913)
- The Unknown (1920)
- The Circle (1921) NB Written but not published in 1919, first produced as a play in 1921
- Caesar's Wife (1922) NB Written but not published in 1918, first produced as a play in 1919
- East of Suez (1922)
- Our Betters (1923) NB Written but not published in 1915, first produced as a play in 1917
- Home and Beauty (1923) NB Written but not published in 1915, first produced as a play in 1919
- The Unattainable (1923) NB Written but not published in 1902, novelised as The Bishop's Apron in 1906, first produced as a play in 1911
- Loaves and Fishes (1924) NB Written but not published in 1903, first produced as a play in 1911
- The Constant Wife (1927) NB Written but not published in 1926, first produced as a play in 1926
- The Letter (1927)
- The Sacred Flame (1928)
- The Bread-Winner (1930)
- For Services Rendered (1932)
- Sheppey (1933) NB Written but not published in 1932, first produced as a play in 1933

### Các bản chuyển thể thành phim
- The Land of Promise (1917) directed by Joseph Kaufman and starring Thomas Meighan. Based on the 1913 play of the same name.
- Smith (1917) directed by Maurice Elvey, based on the 1913 play of the same name.
- The Circle (1925) Directed by Frank Borzage, based on the 1921 play of the same name.
- The Canadian (1926) directed by William Beaudine. Based on the 1913 play, "The Land of Promise," this was a remake of the 1917 film of that name, with Thomas Meighan reprising his role as protagonist Frank Taylor.
- The Magician (1926) Based on the 1908 novel of the same name.
- Sadie Thompson (1928), a silent movie starring Gloria Swanson và Lionel Barrymore. Based on the short story "Miss Thompson", which was later retitled "Rain".
- The Letter (1929) featuring Jeanne Eagels, O. P. Heggie, Reginald Owen và Herbert Marshall. Based on the play of the same name.
- Rain (1932), the first sound version of the short story "Miss Thompson" (retitled as "Rain"), with Joan Crawford và Walter Huston.
- Of Human Bondage (1934) starring Leslie Howard và Bette Davis. Based on the book of the same name.
- The Painted Veil (1934) featuring Greta Garbo và Herbert Marshall. Based on the novel of the same name.
- Secret Agent (1936) with John Gielgud, Peter Lorre, Madeleine Carroll, and Robert Young, directed by Alfred Hitchcock. Based on Ashenden.
- The Vessel of Wrath (1938) starring Charles Laughton; released in the USA as The Beachcomber. Based on the novella of the same name.
- The Letter (1940) featuring Bette Davis, Herbert Marshall, James Stephenson, Frieda Inescort và Gale Sondergaard. Based on the play of the same name.
- Too Many Husbands (1940) featuring Jean Arthur, Fred MacMurray, and Melvyn Douglas. Based on the play "Home and Beauty".
- The Moon and Sixpence (1942) with George Sanders. Based on the novella of the same name.
- Christmas Holiday (1944) starring Deanna Durbin và Gene Kelly, based on the novel of the same name.
- The Hour Before the Dawn (1944) starring Veronica Lake, based on the novel of the same name.
- Dirty Gertie from Harlem U.S.A.(1946). Unauthorized film version of "Miss Thompson" with an all-black cast, directed by Spencer Williams.
- The Razor's Edge (1946) featuring Tyrone Power và Gene Tierney. Based on the book of the same name.
- Of Human Bondage (1946) version starring Eleanor Parker.
- Quartet (1948) Maugham appears as himself in introductions. Based on four of his short stories.
- Trio (1950) Maugham appears as himself in introductions. Another collection based on short stories.
- Encore (1951) Maugham appears as himself in introductions. A third collection of Maugham short stories.
- Miss Sadie Thompson (1953), a semi-musical version in 3-D, featuring Rita Hayworth và José Ferrer.
- The Seventh Sin (1957) with Eleanor Parker. Based on the novel The Painted Veil.
- The Beachcomber (1958). Based on the novella The Vessel of Wrath; not to be confused with the 1938 film.
- Du bist zauberhaft (1962) starring Lilli Palmer và Charles Boyer. Based on the novel Theatre.
- Of Human Bondage (1964) with Laurence Harvey và Kim Novak.
- The Letter (1969) starring Eileen Atkins. Based on play of the same name. (made for television)
- The Theatre (1978) starring Vija Artmane. Based on the play of the same name.
- The Letter (1982) featuring Lee Remick, Jack Thompson và Ronald Pickup. Based on play of the same name. (Made for television)
- The Razor's Edge (1984) with Bill Murray. Based on the novel by the same name.
- Up at the Villa (2000) starring Kristin Scott Thomas và Sean Penn, directed by Philip Haas. Based on the novella of the same name.
- Being Julia (2004) featuring Annette Bening. Based on the novel Theatre.
- The Painted Veil (2006) with Naomi Watts và Edward Norton. Based on the novel of the same name.